# Stefan Kolb
Stefan Kolb (* 22. Januar 1991 in Bayreuth) ist ein deutscher Fußballspieler, der als Mittelstürmer  spielt.

## Karriere
Stefan Kolb lernte in seiner Geburtsstadt das Fußballspielen bis 2001 bei Sportring und danach beim FSV Bayreuth. 2007 wechselte er in die B-Jugend des FC Carl Zeiss Jena. Bei den Thüringern spielte der Stürmer erfolgreich in der Jugendbundesliga und hatte bereits Anfragen von anderen Vereinen wie dem Bundesligisten Werder Bremen. Er blieb in Jena und wurde noch als A-Jugendlicher in der Saison 2009/10 bereits mehrfach in der Profimannschaft in der 3. Liga eingesetzt. 
Anfang Juli 2010 gab Zweitligist SpVgg Greuther Fürth die Verpflichtung von Kolb bekannt. Allerdings beharrte Jena auf einer unbestimmten Optionsklausel und gab den Spieler nicht frei, woraufhin er vom Fußballverband keine Spielberechtigung bekam. Erst nach einem Arbeitsgerichtsurteil Anfang Oktober 2010 wurde die Klausel für unwirksam erklärt und der Wechsel zwischen den Vereinen endgültig vollzogen. Nachdem ihn in der Rückrunde eine langwierige Verletzung am Sprunggelenk beeinträchtigte, kam er nur zu elf Einsätzen in der Regionalligamannschaft und wurde im Profiteam nicht eingesetzt.
2012 wechselte er in seine Geburtsstadt zur SpVgg Bayreuth. Im August 2016 schloss er sich dem Sechstligisten aus der Landesliga Bayern Nordost, TSV Neudrossenfeld an.